# Carolus Lithman
Carolus Nicolai Lithman Nericius, född 13 december 1612 i Stenbro, Nyköpings län, död 14 oktober 1686 i Strängnäs, var en svensk professor och biskop, rektor för Uppsala universitet.
Carolus Lithman var son till magister Nicolaus Jacobi Bothniensis, som av namnet att döma kom från Västerbotten, och som var kyrkoherde i Nyköping och sedan prost i Örebro. Gabriel Anrep anger att han ska härstamma från både Bureätten och släkten Fordell. Modern var kyrkoherdedottern Anna Birgersdotter från Neder-Kalix, dotter till Briger Erici (herr Byrill ) i Kalix. Carolus och hans syskon föddes i prästgården Stenbro, och tog det grekiska ordet för sten (lithas) som grund för sitt släktnamn Lithman. Carolus Lithmans bror Jacob Lithman adlades med bibehållet namn 1654.
Carolus Lithman studerade först för fadern, sedan vid Uppsala universitet, och därefter vid universitet i Preussen, Tyskland och Holland. Han tog magistergraden vid universitetet i Rostock 1638, och var därefter i utlandet i tre år innan han hemkallades till Sverige som teologie adjunkt vid Uppsala universitet, sedermera vice professor. 1643 blev han professor vid kollegiet i Stockholm och pastor i Solna socken. 
1648 promoverades Lithman inför drottning Kristina till teologie doktor, och installerades samma år till professor i teologi vid Uppsala universitet. Han var rektor för universitetet 1655 och 1661. 1661 reste han i egenskap av rektor till Stockholm. Det var sed i Uppsala att professorerna var klädda i grått och hade axellångt hår. På grund av den smälek som han för sitt yttre fick utstå i Stockholm, föreslog han inför konsistorium att professorerna skulle börja klippa sig och gå klädda i svart.
Tillsammans med Laurentius Erici Bronnius författade Lithman Tractatus compendiosus exbibens photinianismi naturam & doctrinam in usum studiosæ juventutis academicæ anno 1650. Det finns inga disputationer i Kungliga bibliotekets katalog med Lithman som preses. I andra kataloger finns en disputation från Lithmans tid i Uppsala, Breves quasdam observationes & notas in caput secundum numerorum från 1665, med Petrus Turdin som respondent, vilken finns bevarad i ett exemplar i Tyskland. I Pehr Fabian Aurivillius katalog nämns ett antal disputationer. 1670 fick Lithman fullmakt som primarius theologie professor (det fanns tre professurer i teologi vilka rangordnades), och blev kyrkoherde i båda församlingarna i Uppsala.
Han utsågs till biskop i Strängnäs stift 1674, och var då även verksam vid Strängnäs gymnasium. Där tillkom 1680 ett verk om hyperboréerna som han skrev tillsammans med respondenten Andrea Bolino och Jonas Simonis Grimsten, Discursus chorographicus de terris Hyperboreis seu polo arctico vicinis. I Strängnäs var han preses för ett antal avhandlingar i teologi, samtliga bevarade i ett exemplar och förvaras numera i Tyskland.
Lithman ligger begravd i Strängnäs domkyrka, varpå hans gravhäll ett latinskt äreminne är nedtecknat i guld på svart marmor. Hans far Nicolaus Jacobi Bothniensis ligger begravd i Uppsala domkyrka där hans grav kan ses på golvet. 
Lithman var gift med Anna Lenaea, som för faderns förtjänster adlats med namnet Clo. Hon var dotter till ärkebiskop Johannes Canuti Lenaeus och Catharina Kenicia, ärkebiskop Petrus Kenicius dotter. 1682 adlades Lithmans barn för faderns förtjänster på bibehållet namn, och introducerades på nummer 1648 på Riddarhuset. Lithman torde av sina befordringar att döma ha varit en framstående man under sin tid, men finns inte omnämnd i några större lexikon från det senaste århundradet.
- Kristina Lithman, gift med superintendent Justus Heinrich Oldekop
- Margareta Lithman, gift med professor Samuel Skunck
- Katarina Lithman, gift med professor Olaus Åkerman
- Johan Lithman, major, slöt ätten. Dottern Ingeborg gifte sig med Jonas Österling.[10]